# Armenak Arzrouni

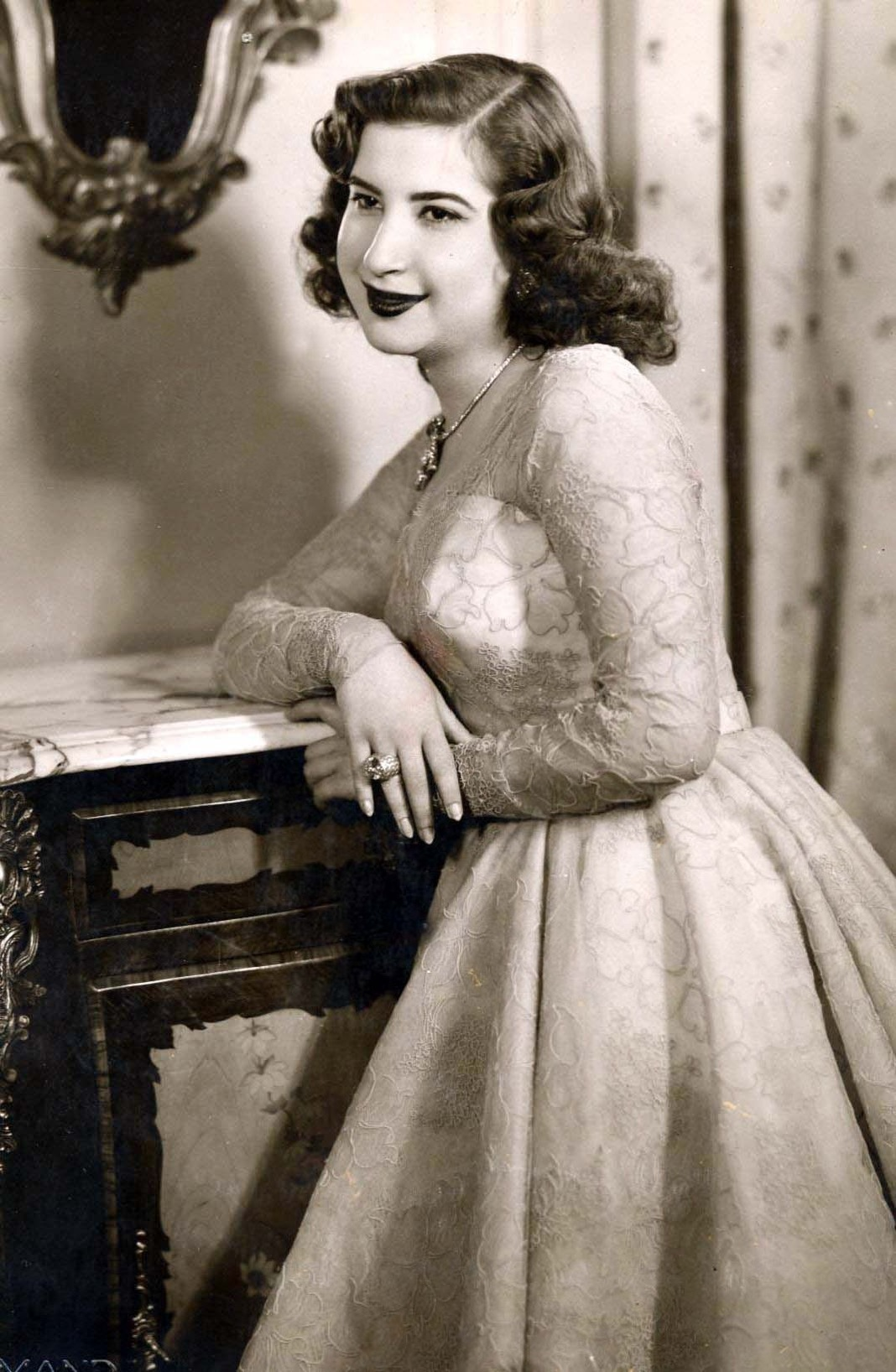
Narriman Sadik, kort voor haar huwelijk dat haar koningin van Egypte maakte; foto van Armand

Armenak Arzrouni (Armeens: Արմենակ Արծրունի), artiestennaam Armand (Erzurum, 1901 - Caïro, 1963), was een Armeens fotograaf. Samen met Van Leo en Alban behoorde hij tot de groep Armeense fotografen die in Egypte bekendheid kregen vanwege hun experimenten met vernieuwende fotografietechnieken.

## Biografie
Arzrouni kwam rond 1907 met zijn vader in Egypte aan. Hij werd aanvankelijk vooral aangetrokken door tekeningen en werd hier bepaalde tijd leerling van de fotograaf Nadir in Alexandrië. Toen hij ongeveer vierentwintig jaar oud was, vertrok hij naar Caïro en werd hij assistent van de bekende Joods-Oostenrijkse portretfotograaf Zola. Die stuurde hem naar Oostenrijk om zich daar te laten scholen in technieken als de inkleuring van foto's, het gebruik van houtskool, airbrush, en meer.
Na de dood van Zola in 1930 opende hij zijn eigen studio onder de artiestennaam Armand. Hij kreeg ondersteuning van zijn vader die voor hem een vergrotingsapparaat maakte waarmee het voor hem mogelijk werd om grote negatieven te maken met een afmeting van 30 bij 40 centimeter.
In de jaren vijftig speelde hij in op de toenemende behoefte aan portretfoto's, van onder meer politici, filmsterren, theateracteurs en de koninklijke familie. Ook na de revolutie van 1952 bleef hij vooraanstaande politici portretteren, zoals president Nasser en leden in zijn regering.
Hij legde zich op meer toe dan alleen de portretfotografie en voerde in opdracht bijvoorbeeld ook interieurfotografie uit voor hotels en winkels. Verder ontwikkelde hij zijn technieken voor bruidsreportages door foto's in scène te zetten.
Armand overleed in 1963. Zijn zoon, die zijn assistent was sinds 1960, zette zijn studio na zijn dood voort.